# Bernhard, schavuit van Oranje
Bernhard, schavuit van Oranje is een vierdelige fictieserie over het leven van Bernhard van Lippe-Biesterfeld, die werd uitgezonden door de VPRO. Hij wordt gespeeld door twee acteurs: Daan Schuurmans speelt de jonge Bernhard en Eric Schneider vertolkt de rol van de oude prins. De serie is een gedramatiseerde interpretatie van historische gebeurtenissen van de geschiedenis van Bernhard. De oude Bernhard vertelt daarin zijn herinneringen aan Prinses Máxima.
Op 2 januari 2012 ging de vervolgserie getiteld Beatrix, Oranje onder vuur van start.

## Afleveringen
| Aflevering | Titel     | Uitzenddatum    | Kijkcijfers |
| ---------- | --------- | --------------- | ----------- |
| 1          | De prins  | 4 januari 2010  | 1.839.000   |
| 2          | De held   | 11 januari 2010 | 1.919.000   |
| 3          | De crisis | 18 januari 2010 | 1.745.000   |
| 4          | De val    | 25 januari 2010 | 1.689.000   |

## Rolverdeling
| Acteur                      | Personage                    |
| --------------------------- | ---------------------------- |
| Daan Schuurmans             | jonge Bernhard               |
| Eric Schneider              | oude Bernhard                |
| Loes Haverkort              | Máxima                       |
| Ellen Vogel                 | oude Juliana                 |
| Lotje van Lunteren          | jonge Juliana                |
| Vincent Linthorst           | Willem-Alexander             |
| Rick Nicolet                | Wilhelmina                   |
| Marie Louise Stheins        | Beatrix                      |
| Amelie van de Klashorst     | Prinses Marijke              |
| Hugo Haenen                 | Claus                        |
| Aart van Harten             | AIVD-man                     |
| Elsje Scherjon              | Cocky Gilles                 |
| Tina de Bruin               | Ursula von Panwitz           |
| Willy van der Griendt       | Armgard                      |
| Jobst Schnibbe              | Tschuli                      |
| Aram van de Rest            | Aschwin                      |
| Reinier Noordzij            | verpleger                    |
| Herman van Ulsen            | vader van Bernhard           |
| Alfred van der Poll         | obersturmführer Müller       |
| David Eeles                 | Sefton Delmer                |
| Gerard Meijler              | Joodse man                   |
| Stijn Westenend             | bediende op Hartekamp        |
| Richard Gonlag              | Gerhard Fritze               |
| Ellenor Spreeuw             | hofdame van Juliana          |
| Arjen Bosman                | adjudant                     |
| Sander Commandeur           | lakei Thomas                 |
| Hugo Koolschijn             | François van 't Sant         |
| Bert Geurkink               | Pieter Broertjes             |
| Flip Filz                   | Jan Tromp                    |
| Robijn Wendelaar            | Ann Orr Lewis                |
| Skip Goeree                 | Ian Fleming                  |
| Vincent Rietveld            | Erik Hazelhoff Roelfzema     |
| Jessica Zeylmaker           | agente bij Paleis Noordeinde |
| Casper Gimbrère             | piloot Moll                  |
| Juan García Estévez         | Juan Zorreguieta             |
| Beppe Costa                 | Alfredo Stroessner           |
| Marlon Marci                | Jorge Zorreguieta            |
| Kristen Denkers             | Mabel Wisse Smit             |
| Malou Gorter                | Laurentien Brinkhorst        |
| Roelant Radier              | Henri Koot                   |
| René van Zinnicq Bergman    | Hans Teengs Gerritsen        |
| Frederik de Groot           | Willem Drees                 |
| Trudi Klever                | Greet Hofmans                |
| Gijsje Grosfeld             | jonge Beatrix                |
| Paloma Aguilera Valdebenito | Eva Perón                    |
| Juan Carlos Tajes           | Juan Perón                   |
| Reinier Bulder              | Dirk Stikker                 |
| Iris van Geffen             | jonge Beatrix                |
| Ger Thijs                   | Joseph Luns                  |
| Michael Krass               | Robert Kennedy               |
| Suus Hoppenbrouwers         | Christina                    |
| Bill Zielinsky              | Cross                        |
| Elsa May Averill            | Hélène Grinda                |
| Finn Oostveen               | jonge Alexander              |
| Menno van Beekum            | Joop den Uyl                 |

## Prijzen en nominaties
De scenarioschrijvers Tomas Ross en Karin van der Meer wonnen in september 2010 de Zilveren Krulstaart op het Nederlands Film Festival, de prijs van het Netwerk Scenarioschrijvers voor het beste scenario van een tv-drama. De serie is drie maal genomineerd op het Festival de télévision de Monte-Carlo: de serie heeft een nominatie in de categorie Mini-Series, Daan Schuurmans is genomineerd als Beste Acteur en Ellen Vogel als Beste Actrice. Daarnaast is de serie als beste tv-drama genomineerd voor de Prix Europa.